# Associació Japonesa d'Emissores Independents de Televisió
L'Associació Japonesa d'Emissores Independents de Televisió (全国独立放送協議会, Zenkoku Dokuritsu Hōsō Kyōgi-kai, literalment en català Associació Nacional d'Emissores Independents) és una organització japonesa d'emissores de radiodifusió de nivell prefectural. La seua seu es troba actualment a Saitama.
Entre les seues funcions, la AJEIT organitza intercanvis de programes, estimula i coordina les coproduccions, negocia els drets de difusió de retransmissions i presta nombrosos serveis complementaris.
Va ser fundada el 4 de novembre de 1977 amb el nom de Associació Nacional d'Emissores UHF Independents per unes poques emissores locals prefecturals que no estaven dins de les xarxes més fortes de les televisions nacionals amb seu a Tòquio i Osaka. En l'actualitat compta amb 13 membres actius a 13 prefectures del Japó, concretament a les regions de Kanto, Kansai i a la subregió del Tokai, a la regió de Chubu.

## Història
- 1977: Es funda l'Associació Nacional d'Emissores UHF Independents.
- 2011: Amb la digitalització de les emissions de televisió s'elimina les sigles UHF del nom de l'ens.

## Membres actius de l'AJEIT
| Prefectura | Organisme                                       | Sigles | Any  |
| ---------- | ----------------------------------------------- | ------ | ---- |
| Chiba      | Chiba TV                                        | CTC    | 1971 |
| Gifu       | Companyia Radiodifusora de Gifu                 | GBS    | 1968 |
| Gunma      | Gunma TV                                        | GTV    | 1971 |
| Hyōgo      | Sun Television                                  | SUN    | 1969 |
| Kanagawa   | TV Kanagawa                                     | tvk    | 1972 |
| Kyoto      | Radiodifusió de Kyoto                           | KBS    | 1969 |
| Mie        | Mie TV                                          | MTV    | 1969 |
| Nara       | Nara TV                                         | TVN    | 1973 |
| Saitama    | TV Saitama                                      | TVS    | 1979 |
| Shiga      | Radiodifusió del Llac Biwa                      | BBC    | 1972 |
| Tochigi    | Tochigi TV                                      | GYT    | 1999 |
| Tòquio     | Corporació de Televisió Metropolitana de Tòquio | MX     | 1995 |
| Wakayama   | TV Wakayama                                     | WTV    | 2005 |

## Continguts
- Anime, les televisions locals han aconseguit crear un important nínxol popularment anomenat Anime UHF.
- Programes comercials.
- Informatius locals.
- Emissions compartides.